# Живопись по номерам

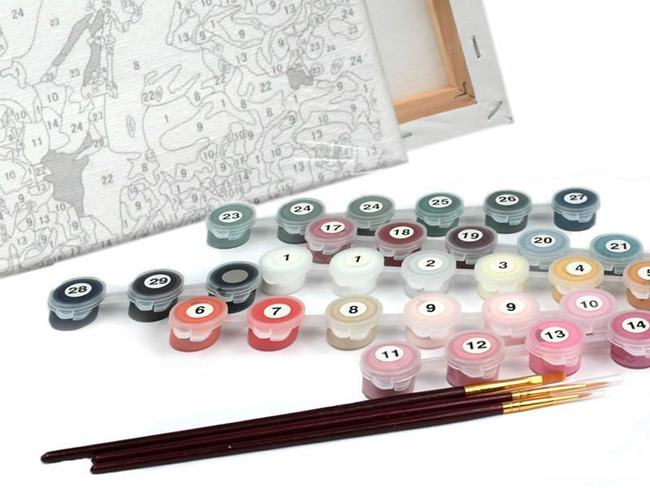
Набор для раскрашивания

Живопись по номерам — картины, создаваемые путём раскрашивания заранее обозначенных и пронумерованных зон. По номеру определяют цвет краски, которым необходимо закрасить зону.

## История создания
Наборы для творчества «Картины по номерам» были изобретены, разработаны и выпущены на рынок в 1950 году, владельцем Palmer Paint Company (Детройт, штат Мичиган) Максом Кляйном (Max Klein) и художником Дэном Роббинсом (Dan Robbins).
Соавторы искали способ, благодаря которому практически любой человек смог бы написать полноценную картину без специальных художественных навыков и знаний, что позволило бы создать новый формат хобби и повысить спрос на продукцию Palmer Paint Co. После нескольких месяцев проб и ошибок Дэн Роббинс объединил идею раскрасок для детей и принципы обучения живописи Леонардо Да Винчи, который разрисовывал холсты контурами и нумеровал, после чего его ученики заполняли контуры соответствующим цветом.
Первым прототипом картин по номерам была «Абстракция № 1», выполненная Дэном темперой на картоне. Макса Клейна картина не впечатлила и он попросил Дэна разработать более привычные для среднего американца образцы картин. Спустя некоторое время Дэн Роббинс создал первые шесть образцов картин, которые были объединены в серию «Craft Master», впоследствии были дополнены ещё тридцатью образцами.
Первые продажи наборов не были впечатляющими, сделать живопись по номерам готовым массовым продуктом оказалось не так просто. Самый известный маркетинговый ход компании для увеличения роста продаж был гигантский билборд с чистой заготовкой картины, которая ежедневно закрашивалась по отдельным сегментам. Спустя некоторое время живопись по номерам приобрела невероятную популярность в Америке, постепенно завоёвывая рынок Европы. За первые несколько лет Palmer Paint Co. продала более 12 миллионов комплектов для творчества. Бренд Craft Master провозгласил слоган: «Потрясающая картина маслом с первого раза» («a beautiful oil painting the first time you try»).
По мнению Роббинсона, картины по номерам должны быть до той меры сложными, чтобы обычный человек смог увидеть в готовой раскраске произведение искусства.

## Развитие направления

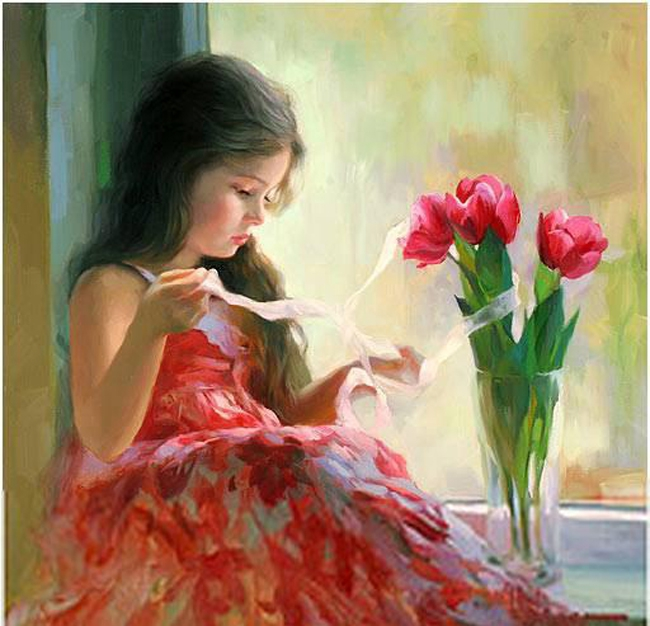
Картина по номерам «Девочка и букет»

Получив невероятный успех в начале-середине 1950-х годов, живопись по номерам породила целое поколение художников, работавших в данном направлении, включая достаточно известного Адама Гранта, и десятки компаний, предлагающих на рынке аналогичные комплекты для творчества.
Общественная реакция была неоднозначной. Профессиональные художники негативно отзывались о качестве созданных таким способом картин и не считали данный вид живописи достойным вкладом в изобразительное искусство. Однако, по мнению ряда художников, Роббинсу удалось сделать изобразительное искусство более демократичным, чем кто-либо в истории.
В 1962 г. Энди Уорхол написал картину по номерам «Do It Yourself» (нем.).
В 1970-х гг. живопись по номерам теряет популярность в Америке, но продолжает развиваться в Европе. Одним из лидеров по продажам картин по номерам в Германии и на территории Евросоюза стала компания Schipper Art&Crafts GmbH, основанная Юргеном Шиппером в Нюрнберге (Германия).
В 1980—90-х гг. картины по номерам набирают популярность на территории КНР под названием DIY («Do it yourself» — сделай сам), в конце 2000-х на территории СНГ и в России.
В 1980 годах энтузиасты, называвшие себя «PBN collectors» (коллекционеры Картин по Номерам), искали, скупали когда-то популярные картины 50-х годов и устраивали выставки в разных городах Америки. Эти картины выступали уже не просто в качестве увлечения былой эпохи, а как социальный символ, как артефакты в новом направлении искусства.
В 1993 г. после смерти Макса Кляйна его дочь, Жаклин Шифман, пожертвовала архивы Palmer Paint Co в Музей американской истории Смитсона.
В 2008 году частный коллекционер собрал в Массачусетсе более 6000 картин по номерам, начиная с 1950-х годов, и создал первый и единственный в мире Музей живописи по номерам.
В 2010 году общественная организация Ecole de Dessin попала в Книгу рекордов Гиннеса за создание самой большой картины по номерам в мире. Размер полотна составил составил 63.5 x 49.3 метров.
В 2011 году Музей современного искусства в Нью-Йорке получил в подарок от Жаклин Шифман четыре ранних проекта картин по номерам для кафедры архитектуры и дизайна.
В мае 2011 года в честь 60-летия компании Дэн Роббинс и Palmer Paint Co разработали и представили на рынок новый набор для живописи по номерам, посвящённый памяти жертвам теракта 11 сентября 2001 в Нью-Йорке. Набор изображает Башни-Близнецы Всемирного торгового центра на фоне городского пейзажа Манхеттена. Частично доходы с продаж данной картины направляются в фонд помощи жертвам, пострадавшим от трагичных событий 11 сентября. Компания Schipper копировала эту картину.

## Виды картин по номерам
Наборы для раскрашивания отличаются друг от друга основой для нанесения краски (холст, картон, фактурный картон), типом краски (масло, акрил), необходимостью смешивания красок или использования только готовых цветов, форматом упаковки краски (тюбики, палитры, контейнеры), дополнительной фурнитурой (подрамники).
Существуют наборы различного уровня сложности и детализации, наборы с простым заполнением контуров или с возможностью применения несложных приёмов пуантилизма, смягчения граней, лессировки и пр. для придания картине индивидуальности.

## Краски в наборах
Самым популярным типом краски для раскрашивания картин по номерам считается акрил. Однако, его распространённой проблемой является быстрое засыхание при хранении набора для раскрашивания в некачественных условиях. Производитель Hobbart решил данную проблему, расфасовывая краски в герметичные тюбики, в отличие от других производителей. В связи с этим, многие производители рекомендуют при приобретении наборов для раскрашивания обзавестись растворителем для красок.

## Упоминания в кинематографе
В фильме «Умница Уилл Хантинг» (1997) — есть сцена, где Уилл вглядывается в картину профессора, стремясь разгадать его скрытые мотивы и травмы прошлого, однако эта картина оказывается раскраской по номерам.
В фильме «Улыбка Моны Лизы» (2003) главная героиня Кэтрин Энн Уотсон показывает ученицам набор «картины по трафарету», где представлена работа Ван Гога «Подсолнухи».